# Dominio fundamental

modelización del dominio fundamental de un reactor nuclear en forma de sector circular con un ángulo de 45°. Los mismos colores indican las mismas propiedades físicas de los materiales empleados

Dominio bidimensional simétrico que tiene elementos de simetría rotacional y ejes de simetría especular y pertenece al tipo de simetría del grupo diédrico

Un dominio fundamental (también área o región fundamental) es una subárea conexa de un objeto geométrico o físico con simetría, que se elige de tal manera que en ella no figuran repetidas propiedades geométricas o físicas de otras partes del objeto total.
La simetría significa que estas propiedades de un área espacial están presentes varias veces en el objeto. En teoría de la información, la información que aparece varias veces en una fuente de información se designa como redundante. La redundancia también ocurre con objetos de geometría y física. Si se debe a una simetría del objeto, entonces un dominio fundamental es un medio conveniente para describir el objeto que está libre de estas redundancias. En tal caso, es posible y debe limitarse un dominio fundamental por razones prácticas. Sin embargo, como en la teoría de la información, la redundancia se puede usar intencionalmente, por ejemplo, para detectar errores en los datos de entrada y en el código de los programas informáticos.
Los dos primeros gráficos provienen de la rama de cálculos globales de la física de los reactores nucleares. El primero muestra una sección transversal horizontal a través de un dominio fundamental, el segundo una sección transversal horizontal a través de todo el reactor (de la serie EPR), que está dividido en ocho dominios fundamentales por las cuatro líneas de simetría especular que también se muestran.

## Definición
Un dominio fundamental, área fundamental o región fundamental de un sólido, de una figura geométrica plana o de un objeto unidimensional con simetría, que se describe mediante un grupo de simetría, es cualquier área conexa que no contenga en su interior un par de puntos equivalentes y que no puede ampliarse más sin perder esta propiedad (David Hilbert y Stefan Cohn-Vossen, 1932).
El matemático Felix Klein, a quien se deben importantes resultados en geometría, definió el área fundamental (restringida a grupos de puntos) en 1884 de la siguiente manera: Generalmente se designa una parte del espacio como el dominio fundamental de un grupo de transformaciones puntuales, que contiene uno y solamente uno de los puntos de cada grupo asociado.
Un elemento del grupo de simetría aplica cada punto del dominio fundamental a un punto simétricamente equivalente en el dominio total. Estos dos forman un par de puntos equivalentes de la definición de Hilbert y Cohn-Vossen. También indican que: Además de enumerar las rotaciones y traslaciones presentes en un grupo, también se puede identificar cada grupo con una simple figura geométrica  el dominio fundamental. Por ejemplo, si se conocen las posiciones de los átomos en una región fundamental, se las conoce en todo el cristal.
En física y química, especialmente en cristalografía, se consideran átomos, iones y moléculas y ocasionalmente se representan de manera abstracta mediante conjuntos de puntos. Sin embargo, el caso más general es que se trata de zonas del espacio y no de puntos. En consecuencia, la definición de Hilbert y Cohn-Vossen debe extenderse a un par de dominios espaciales equivalentes. Estrictamente hablando, los gráficos 2D que se muestran no significan objetos planos, sino objetos 3D prismáticos cuyas propiedades no dependen de la tercera dimensión (el eje z) del espacio euclídeo.
Se puede elegir libremente el dominio fundamental en la que centrarse entre varias (o infinitas). En lugar del dominio fundamental que se muestra en el primer gráfico, se podría haber elegido uno de los otros siete sectores de simetría en el segundo gráfico. En física computacional, el dominio fundamental suele seleccionarse de acuerdo con aspectos prácticos y técnicos de programación, por ejemplo: ¿Qué dominio fundamental es descriptivo, cuál es el preferido en un área temática? ¿Cómo se pueden almacenar claramente las propiedades de las subáreas del área fundamental en un vector de un programa de computadora?

## Definición formal
Un dominio fundamental con respecto a una acción es un subconjunto contiguo específico de un espacio topológico. Sea {\displaystyle X} un espacio topológico y {\displaystyle G} un grupo de transformación de {\displaystyle X}. Para un punto {\displaystyle x\in X} se define {\displaystyle G(x)}, el conjunto de todas las imágenes de {\displaystyle x} entre los elementos de {\displaystyle G}, según la acción descrita sobre {\displaystyle x}. Entonces, el conjunto {\displaystyle F\subset X} se denomina dominio fundamental de {\displaystyle X} si para cada {\displaystyle x\in X} se cumple que el conjunto {\displaystyle G(x)\cap F} es monótono.

## Sugerencias para una definición general

Una red en el plano complejo y su dominio fundamental, cuyo cociente es un toro

Dado un espacio topológico y un grupo con unas acciones definidas sobre él, las imágenes de un solo punto bajo la acción de grupo forman una órbita de la acción. Un dominio fundamental o región fundamental es un subconjunto del espacio que contiene exactamente un punto de cada una de estas órbitas. Sirve como realización geométrica para el conjunto abstracto de representantes de las órbitas.
Hay muchas maneras de elegir un dominio fundamental. Por lo general, se requiere que un dominio fundamental sea un subconjunto conexo con algunas restricciones en su límite, por ejemplo, suave o poliédrico. Las imágenes de un dominio fundamental elegido bajo la acción del grupo posee la propiedad de teselar el espacio. Una construcción general de dominios fundamentales utiliza polígonos de Thiessen.
Dada una acción de un grupo G sobre un espacio topológico X mediante homeomorfismos, un dominio fundamental para esta acción es un conjunto D de representantes de las órbitas. Por lo general, se requiere que sea un conjunto razonablemente manejable desde el punto de vista topológico, en una de varias formas definidas con precisión. Una condición típica es que D sea casi un conjunto abierto, en el sentido de que D es la diferencia simétrica de un conjunto abierto en X con un conjunto nulo, para una cierta medida (cuasi)invariante en X. Un dominio fundamental siempre contiene una ación U, un conjunto abierto movido por G en copias disjuntas, y casi tan adecuada como D para representar las órbitas. Con frecuencia, se requiere que D sea un conjunto completo de coconjuntos representativos con algunas repeticiones, pero la parte repetida tiene una medida cero. Esta es una situación típica en teoría ergódica. Si se usa un dominio fundamental para calcular una integral en X/G, los conjuntos de medida cero no importan.
Por ejemplo, cuando X es el espacio euclídeo Rn de dimensión n, y G es la retícula Zn que actúa sobre él por traslación, el cociente X/G es un toro de dimensión n. Un dominio fundamental D aquí puede tomarse como [0,1)n, que difiere del conjunto abierto (0,1)n por un conjunto de medida cero, o el cubo unitario cerrado [0,1]n, cuya frontera consiste en los puntos cuya órbita tienen más de un representante en D.

## Dominio fundamental para el grupo modular

Cada región triangular es un conjunto regular libre de H/Γ; el gris (con el tercer punto del triángulo en el infinito) es el dominio fundamental canónico

El diagrama de la derecha muestra parte de la construcción del dominio fundamental para la acción del grupo modular Γ sobre el semiplano superior H.
Este famoso diagrama aparece en todos los libros clásicos sobre formas modulares (probablemente era bien conocido por Carl Friedrich Gauss, que se ocupó de los dominios fundamentales bajo la forma de la teoría de reducción de formas cuadráticas). Aquí, cada región triangular (limitada por las líneas azules) es un acción (matemática) de la acción de Γ en H. Los límites (las líneas azules) no forman parte de los conjuntos regulares libres. Para construir un dominio fundamental de H/Γ, también se debe considerar cómo asignar puntos en el límite, teniendo cuidado de no contar dos veces dichos puntos. Por lo tanto, el conjunto regular libre en este ejemplo es:
{\displaystyle U=\left\{z\in H:\left|z\right|>1,\,\left|\,{\mbox{Re}}(z)\,\right|<{\frac {1}{2}}\right\}.}
El dominio fundamental se construye sumando el límite a la izquierda más la mitad del arco en la parte inferior incluyendo el punto en el medio:
{\displaystyle D=U\cup \left\{z\in H:\left|z\right|\geq 1,\,{\mbox{Re}}(z)={\frac {-1}{2}}\right\}\cup \left\{z\in H:\left|z\right|=1,\,{\frac {-1}{2}}<{\mbox{Re}}(z)\leq 0\right\}.}
La elección de qué puntos del límite incluir como parte del dominio fundamental es arbitraria y varía de un autor a otro.
La principal dificultad de definir el dominio fundamental radica no tanto en la definición del conjunto per se, sino en cómo tratar las integrales sobre el dominio fundamental, al integrar funciones con polos y ceros en la frontera del dominio.

## Ejemplo formal
El cuadrado {\displaystyle [0,1)\times [0,1)} es un dominio fundamental de {\displaystyle \mathbb {R} ^{2}} con respecto al grupo de transformación {\displaystyle \mathbb {Z} ^{2}} de todas las traslaciones alrededor de vectores con componentes enteros. Cada punto {\displaystyle (x,y)\in \mathbb {R} ^{2}} se puede escribir como {\displaystyle (u+n,v+m)} con {\displaystyle (u,v)\in [0,1)\times [0,1)} y {\displaystyle (n,m)\in \mathbb {Z} ^{2}}.

## Posiciones de punto
Los puntos se pueden distinguir por su ubicación. Si el punto no es un punto fijo de una de las operaciones de simetría, entonces tiene como máximo un número finito de puntos simétricamente equivalentes. En el caso del grupo diédrico {\displaystyle D_{4}}, por ejemplo, 8 (véase arriba). Sin embargo, si el punto es un punto fijo, por ejemplo, si se encuentra en una línea de simetría especular, entonces, con respecto a estas operaciones de simetría, los puntos simétricamente equivalentes son idénticos al punto mismo. En el ejemplo del primer gráfico, hay un punto fijo, el punto en el ángulo agudo del sector circular que pertenece al área fundamental. Todos los demás puntos de la segunda línea (oblicua) de simetría especular no pertenecen al área fundamental, ya que son repeticiones de los puntos de la primera línea de simetría especular.

## Áreas fundamentales en física y química
En matemáticas, la simetría de un objeto y, por lo tanto, su dominio fundamental, está determinada únicamente por la geometría del objeto. En las ciencias naturales, además del hecho mencionado de que se comparan áreas del espacio y no puntos, hay dos aspectos más:
- Las áreas del espacio a comparar cuando se usa una operación de simetría deben tener la misma composición de materiales y las mismas propiedades físicas y químicas.
- La condición de contorno exterior debe tener los mismos elementos de simetría que la geometría del objeto, siempre que no sea (al menos en el modelo) un objeto infinitamente extendido.

Al elegir un área fundamental física, primero se comenzará con la geométrica y luego se tendrán que incluir las condiciones de relleno del área espacial y las condiciones de contorno en su límite exterior.

### Condiciones de contorno exteriores
Las condiciones de contorno externas son condiciones de contorno para el "espacio exterior" y están definidas por el entorno del objeto. Por ejemplo, si se desea calcular numéricamente la distribución de temperatura cuando se enfría un cubo homogéneo calentado homogéneamente (en un momento dado), el rango fundamental geométrico del cubo (véase más abajo) solo es útil si las condiciones de contorno también se ajustan. Este es el caso si la temperatura de la región del espacio alrededor del cubo se mantiene constante. Si se aislase una cara del cubo, se debería elegir otro dominio fundamental más grande.
Si se utiliza un programa de computadora correspondiente, las condiciones de contorno generalmente se conocen antes del inicio del cálculo, y pertenecen a los datos de entrada.

### Condiciones de contorno interiores
Las condiciones de contorno externas deben distinguirse de otras condiciones de contorno. Si solo se especifica un dominio fundamental, no siempre queda claro si se trata de un dominio fundamental según el tipo de simetría (simetría puntual, simetría especular, simetría rotacional o simetría traslacional). Esto está determinado por especificaciones en las líneas de límite internas del área fundamental por condiciones de límite, que se denominan "condiciones de límite de simetría" (aunque no son uniformes en todas las disciplinas).
Las condiciones de contorno internas generalmente se especifican en el programa de computadora como "parámetros" y también forman parte de los datos de entrada.

### Ejemplos de cristalografía y química

Retícula regular, líneas reticulares, celdas unitarias y celdas de Wigner-Seitz asociadas (rojas) de una retícula paralelográmica en diferentes ángulos. Una de estas celdas puede ser elegida como dominio fundamental

El dominio fundamental se nombra de manera diferente en diferentes ramas de la física y de la química. En cristalografía, una celda unidad es un dominio fundamental en forma de paralelepípedo que pertenece al subgrupo de simetrías traslacionales de un cristal. Una celda de Wigner-Seitz también es un dominio fundamental en algunos casos. El artículo "Sobre la constitución del sodio metálico" de Wigner y Seitz fue el punto de partida y modelo de muchos trabajos posteriores para resolver la ecuación de Schrödinger empleando simetrías y dominios fundamentales (aproximadamente) para poder usar la función de onda resultante con el fin de determinar la física y las propiedades químicas de los elementos químicos, y de distintos compuestos químicos y cristales. Entre estas propiedades se incluyen los parámetros de red, la energía de unión, la entalpía de vaporización, el módulo de compresibilidad y otras.

### Ejemplos de física de reactores
En física de reactores se calculan varias magnitudes físicas, principalmente flujos de neutrones y sus espectros mediante celdas de Wigner-Seitz o celdas de otros tipos. Se utilizan simetrías existentes o incluso se introducen simetrías artificialmente, por ejemplo, se reemplaza un cuadrado por un círculo de la misma área para ahorrar espacio de almacenamiento y tiempo de cálculo, en la medida en que esto sea físicamente justificable. Este es un enfoque que se remonta directamente a Wigner y Seitz, quienes reemplazaron un poliedro por una esfera de igual volumen. En las ramas cálculos de celdas y los inicialmente mencionados cálculos globales de la física de reactores, los rangos fundamentales juegan un papel principal, sin que se utilice explícitamente el nombre de dominio fundamental acuñado por los matemáticos. Muchos tipos de reactor nuclear están diseñados deliberadamente de forma simétrica, también porque pueden calcularse con mayor facilidad, dado que las simetrías y las áreas fundamentales reducen (drásticamente) los requisitos de memoria y los tiempos de cálculo de los programas informáticos necesarios para la construcción y la explotación de los reactores.

## Ejemplos de dominios fundamentales en el espacio euclídeo tridimensional
Hilbert y Cohn-Vossen publicaron en 1932 que:
Tales dominios fundamentales juegan un papel importante en todos los grupos de correspondencia discontinuos, no solo en los grupos de movimiento. En general no es fácil la tarea de determinar un dominio fundamental para un grupo dado, o incluso probar la existencia de un dominio fundamental para un género de grupos. En cualquier caso, los dominios fundamentales pueden construirse fácilmente para los grupos planos de movimiento discontinuo.
En sus célebres Problemas del año 1900, Hilbert se preguntaba si existen poliedros en el espacio tridimensional que no aparecen como el dominio fundamental de un grupo de movimiento, pero con los que se pueda teselar todo el espacio sin huecos. Karl Reinhardt pudo demostrar por primera vez en 1928 que este es el caso. Poco después, en 1932, Heinrich Heesch encontró una solución de este tipo también para el plano. El tema es un área activa de investigación, por ejemplo, en cuasicristales siguiendo los trabajos pioneros de Roger Penrose y en teselados de fractales autosimilares tras los planteamientos formulados por William Thurston.
Los casos de dominios fundamentales fáciles de construir en el espacio euclídeo tridimensional son los siguientes:
- Rotación de 180° sobre un eje: el resultado de la acción es un conjunto de dos puntos opuestos entre sí con respecto al eje, o un solo punto en el eje. El dominio fundamental es un semiespacio acotado por cualquier plano. De este plano mismo, solo un semiplano delimitado por el eje pertenece al dominio fundamental.

- Rotación de n veces alrededor de un eje: la trayectoria es un conjunto de puntos {\displaystyle n} alrededor del eje o un solo punto en el eje. El dominio fundamental es un sector de 360⁄n.

- Reflexión sobre un plano: la trayectoria es un conjunto de dos puntos, uno a cada lado del plano, o un solo punto en el plano. El área fundamental es un semiespacio acotado por este plano.

- Simetría central: la órbita es un conjunto de dos puntos, uno a cada lado del centro, salvo una órbita que consta únicamente del centro. El dominio fundamental es un semiespacio acotado por cualquier plano que pasa por el centro. Nuevamente, solo un semiplano pertenece al dominio fundamental.

- Simetría de traslación discreto en una dirección: Las órbitas son traslaciones de una red 1D en la dirección del vector de traslación. El dominio fundamental es una placa infinita.

- Simetría de traslación discreta en dos direcciones: las órbitas son desplazamientos de una cuadrícula 2D en el plano abarcado por los vectores de traslación. El área fundamental es una barra infinita con la sección transversal de un paralelogramo.

- Simetría de traslación discreta en tres direcciones: las órbitas son traslaciones de la red. El dominio fundamental es una celda unitaria.

Dominios fundamentales de un cubo homogéneo. Se pueden observar 24 rangos fundamentales (de los 48 en total) sobre las tres caras visibles en la imagen

Con la simetría traslacional en combinación con otras simetrías, el dominio fundamental es parte de la celda unitaria. Por ejemplo, para los elementos del grupo del papel pintado el dominio fundamental es más pequeña que la celda unitaria por un factor de 2, 3, 4, 6, 8 o 12.

## Dominios fundamentales de los sólidos platónicos

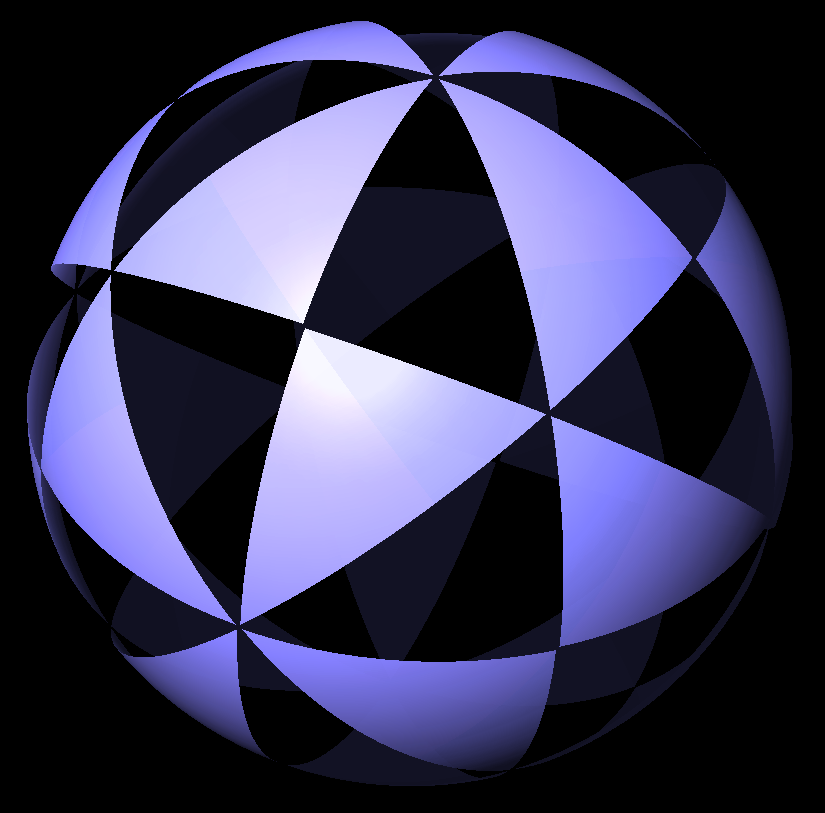
Dominios fundamentales de un cubo (equivalentes a los de un octaedro) ilustrados mediante la proyección central desde un punto fijo sobre una esfera envolvente

Es algo más complicado encontrar la forma geométrica del dominio fundamental de un cubo homogéneo. Un cubo homogéneo tiene 48 elementos de simetría, el elemento neutro, 23 elementos de simetría rotacional y reflexiones en 24 planos de simetría. El cubo se puede descomponer en sus 48 dominios fundamentales (equivalentes) haciendo cortes en los 24 planos de simetría especular. El resultado se muestra en la figura dominios fundamentales de un cubo homogéneo. Hay dos tipos de dominios fundamentales que son simétricos especularmente. Aunque tienen un color diferente, las propiedades (físicas) de los dos tipos son las mismas. Un dominio fundamental tiene la forma de un tetraedro (no regular). Sus aristas, que no son visibles en la imagen, van desde los puntos de las esquinas del triángulo rectángulo visible hasta el punto fijo de las operaciones de simetría, el centro del cubo.
El cubo y el octaedro regular son sólidos platónicos duales. Por lo tanto, el grupo de simetrías del cubo y el de simetría octaédrica son isomorfos, ya que los elementos duales tienen el mismo tipo de simetría. En consecuencia, el octaedro también tiene 48 dominios fundamentales. Juntas, las áreas fundamentales del cubo (y también del octaedro) se pueden ilustrar mediante una proyección central desde el punto fijo sobre una esfera envolvente, como se muestra en la figura. Los planos de simetría especular intersecan a la esfera en círculos máximos. Esta proyección de cuerpos regulares sobre una esfera se remonta a Felix Klein, quien la introdujo en la primera sección de su famosa monografía.
El tetraedro homogéneo regular tiene 24 elementos de simetría que forman el grupo tetraédrico. Es un subgrupo del grupo del cubo (grupo octaédrico). En consecuencia, el tetraedro tiene 24 dominios fundamentales. El sólido dual del tetraedro es nuevamente un tetraedro.
Los otros dos sólidos platónicos, el dodecaedro regular y el icosaedro regular, son duales entre sí y tienen 120 elementos de simetría (grupo icosaédrico) y 120 dominios fundamentales. La proyección de las áreas fundamentales de un dodecaedro o icosaedro sobre una esfera es análoga a la ilustración "dominios fundamentales de un cubo u octaedro", según la imagen mostrada mostrada en el artículo simetría icosaédrica.
Una introducción interesante y bien ilustrada al tema Regiones fundamentales de poliedros ha sido colocada en la página en línea Spektrum.